# 沙也加 (AV女優)
沙也加（さやか、1969年11月5日 - ）は、日本の元AV女優。
北海道出身。血液型:B型。身長:154cm。スリーサイズ:B80・W58・H84cm。

## 略歴・人物
1988年に「浅井沙也加（あさい さやか）」としてAVデビュー。程なく「沙也加」に改名。
童顔で華奢な体型に似合わずSM・アナルセックス・放尿といったハードプレイもこなした。また、パイパンで出演した作品もあり、母乳が出せることでも知られる。80年代後半にAV業界を席巻した淫乱ブームの一翼を担い、豊丸、千代君、有希蘭と共に淫乱四天王と呼ばれた。また、過去に大失恋をしており、そのことを突っ込まれると泣き出し、そのシーンが何度か作品に納められている。

## 出演作品

### アダルトビデオ
浅井沙也加 名義
- 少女淫夢（1988年9月、KUKI）　共演:夏目かおり
- サラダ通信 創刊号（1988年9月、トロイ）
- 腰ぬけ少女隊（1988年、KUKI）　他出演:竹田忍、MAMI

沙也加 名義
- 学園シリーズ すごいのかけて! 乱れ沙也加（1988年9月、ジューシープロデュース）
- ピラニア娘（1988年10月2日、サム）
- 野獣人格（1988年11月25日、golden Candy）
- 淫と乱 2（1988年11月、KUKI）　共演:千代君、翔子
- かっとび沙也加の背面飛び（1988年12月6日、サム）
- 阿修羅・乱（1989年1月1日、EL）
- 第噴射（1989年1月、）
- 性獣（1989年1月、）
- ボッキー20 みんなでハモッチョ!!（1988年、アリスJAPAN）　他出演:舞坂ゆい、斉藤ちあき、坂口蘭子
- 契約妻と男達（1989年、）
- スーパーハード宣言 6（1989年2月8日、アリーナ）
- 沙也加 VS 千代君（1989年、）　共演:千代君
- ボッキー21 こってりヌップリ（1988年、アリスJAPAN）　他出演:斉藤ちあき、坂口蘭子、藤沙月
- 沙也加の人間発便器（1989年4月7日、VIP）
- いんらんパフォーマンス 沙也加 タコFUCK（1989年4月28日、アテナ映像）
- ぶっちぎり沙也加 天下無敵（1989、サム）
- オフリミット -立入禁止-（1989年、シェール）　共演:有希蘭
- 阿修羅・姦（1989年8月1日、EL）
- 奴隷花 8（1989年11月22日、シネマジック）　共演:栗原早紀
- ボッキー22 はさんでクヌクヌ!（1989年、アリスJAPAN）　他出演:舞坂ゆい、星野小百合、結城つかさ
- 暗黒伝説（1990年2月12日、TOKYOパリス）
- ひとでなし 獣性快楽（、ロイヤルアート）
- 1999・SEXバスターズ（1990年5月7日、BLACK CAT）　共演:舞坂ゆい 他

他多数出演

## 書籍
- AVギャルノベルズ 奥様は特別捜査官（1989年、リム出版新社）本人名義のポルノ小説集